# خطای استاندارد میانگین

For a value that is sampled with an unbiased توزیع نرمال error, the above depicts the proportion of samples that would fall between 0, 1, 2, and 3 standard deviations above and below the actual value.

خطای استاندارد میانگین (standard error of the mean یا SEM) یا خطای استاندارد (standard error یا SE)  برای برآورد میزان نزدیکی میانگین نمونه به میانگین جمعیت استفاده می‌شود.
به بیان دیگر خطای استاندارد، انحراف معیار یک توزیع نمونه‌برداری آماری است.که برای تخمین انحراف  معیار بدست آمده از تعدادی نمونه کاربرد دارد.

## معادله
معادلهٔ خطای استاندارد میانگین به شرح زیر است:
{\displaystyle SE_{\bar {x}}\ ={\frac {s}{\sqrt {n}}}}
در جایی که:
{\displaystyle SE}=خطای استاندارد میانگین
{\displaystyle s}=انحراف معیار نمونه
{\displaystyle n}=تعداد کل نمونه
باشد